# Babiak (województwo warmińsko-mazurskie)
Babiak – wieś w Polsce położona w województwie warmińsko-mazurskim, w powiecie lidzbarskim, w gminie Lidzbark Warmiński.
W latach 1954–1959 wieś należała i była siedzibą władz gromady Babiak, po jej zniesieniu w gromadzie Runowo. W latach 1975–1998 miejscowość administracyjnie należała do województwa olsztyńskiego. Wieś znajduje się w historycznym regionie Warmia.

## Dzieje miejscowości
Pierwsze wzmianki o istnieniu miejscowości pochodzą z 1328 roku. Dokument lokacyjny wsi został wystawiony 17 lipca 1342 roku przez  Warmińską Kapitułę Katedralną we Fromborku. Lokacja odbyła się na 55 łanach ziemi.  
Babiak (niem. Frauendorf) znajdował się wówczas w strategicznym dla Warmii położeniu. Na mocy dokumentów papieża Innocentego IV z 29 lipca 1243 roku doszło do podziału kraju Prusów wraz z ziemią chełmińską na cztery diecezje. Tym samym powstały biskupstwo chełmińskie, pomezańskie, warmińskie i sambijskie, organizowane kolejno wraz z podbojem tych terenów przez Krzyżaków. W każdej z diecezji trzecia część terytorium miała stanowić dominium biskupie. Na tym terenie biskup lokował przeważnie swoją siedzibę. Na Warmii początkowo było to Braniewo (1280-1340), następnie Orneta (1340-1350), a w końcu Lidzbark Warmiński (od 1350 roku). 
Wieś od początku swojego istnienia znajdowała się w pobliżu siedziby biskupa warmińskiego, a od 1350 roku położenie miejscowości nabrało dodatkowego znaczenia ze względu na strategiczny charakter trasy prowadzącej z Lidzbarka Warmińskiego do Braniewa i Fromborka. Po II pokoju toruńskim zawartym w 1466 roku Warmia wraz całymi Prusami Królewskimi znalazła się w granicach I Rzeczypospolitej. Babiak stał się tym samym miejscowością należącą do Korony Polskiej. Okres ten cechuje się rozwojem kultury, sztuki i nauki. W tym czasie w Babiaku wznoszone są mury gotyckiego kościoła parafialnego oraz powstaje jego bogate wyposażenie. 
Duże znaczenie dla rozwoju miejscowości i regionu miał mecenat biskupów oraz kanoników warmińskich. Biskup wraz z kapitułą sprawowali na Warmii władzę świecką. Stanowili elitę intelektualną, wykształconą na najlepszych europejskich uniwersytetach. Biskupi warmińscy zasiadali w Senacie Rzeczypospolitej, a od 1508 r. byli także prezesami ziem pruskich, zwołując z tej racji sejmiki generalne Prus Królewskich. Wybitni goście biskupów warmińskich, którzy przybywali do Lidzbarka Warmińskiego, a dalej ruszali do kolegium jezuickiego w Braniewie oraz Katedry we Fromborku, każdorazowo przejeżdżali przez Babiak. Wieś była w tych czasach świadkiem obecności takich postaci jak Mikołaj Kopernik, Stanisław Hozjusz czy Ignacy Krasicki. 
W wyniku I rozbioru Rzeczypospolitej z 1772 roku Warmia znalazła się w granicach Królestwa Pruskiego. Babiak przynależał początkowo do powiatu braniewskiego, a następnie do powiatu lidzbarskiego w prowincji Prusy Wschodnie. Oba powiaty należały do rejencji w Królewcu. 
Babiak leżący w granicach III Rzeszy 8 lutego 1945 roku zdobyły wojska 31 Armii 3 Frontu Białoruskiego Armii Czerwonej.
Sytuacja miejscowości zmieniła się w wyniku zakończenia II wojny światowej. Od 1945 roku prowadzono systematyczną akcję wysiedlania miejscowych Niemców oraz Warmiaków. Ich miejsce zajmowali głównie Kresowiacy z Wileńszczyzny i Grodzieńszczyzny, a także przybysze z Mazowsza. W ramach akcji "Wisła" do miejscowości przesiedlono kilkanaście rodzin ukraińskich. Nastąpił etap trudnej koegzystencji mieszkańców całkowicie odmiennych kulturowo oraz religijnie. Obok polskojęzycznych katolików zamieszkali mówiący po ukraińsku grekokatolicy oraz prawosławni. Zajmowanie pozostawionych przez przedwojennych mieszkańców majątków wiązało się dla wielu z nowych mieszkańców ze zderzeniem z cywilizacyjnie obcą rzeczywistością. Gospodarstwa na Warmii, pomimo zubożenia regionu względem reszty Niemiec, były nowoczesne. Murowane domy i budynki gospodarcze wyposażone w urządzenia mechaniczne do produkcji rolnej były dużej liczbie nowych mieszkańców Babiaka dotychczas nieznane. 
Przesiedleńcy wspominają Babiak zastany w 1945 roku jako wieś z rozbudowaną infrastrukturą. W miejscowości znajdowała się szkoła, przychodnia, piekarnia i cukiernia, sala kinowa, stacja benzynowa oraz warsztat. Niestety początkowo dochodziło do wielu kradzieży i zniszczeń. Z tego też powodu do dzisiejszych czasów nie przetrwała około 1/3 przedwojennych zabudowań. 
W 1947 roku powstała grupa Świadków Jehowy.

## Kościół pw. św. Augustyna i św. Anny
We wsi znajduje się gotycki kościół katolicki pw. świętych Augustyna i Anny. Został on wzniesiony w drugiej połowie XIV wieku, ponownie konsekrowany w 1580 przez biskupa Kromera. W późniejszym czasie dobudowano wieżę w neogotyckim stylu, którą podwyższono w 1844, wykańczając szczytami. W 1860 dobudowano zakrystię. Wnętrze zdobią trzy ołtarze barokowe pochodzące z przełomu XVII i XVIII w., wiszący świecznik z XVII w., barokowa ambona z pocz. XVIII w. oraz rzeźba św. Anny Samotrzeciej z XVI wieku. Malowidła pochodzą z około 1680, dzwon z 1445. Przy bramie wejściowej znajdują się dwie ceglane kapliczki. We wsi przydrożna kapliczka z początku XIX wieku (neoklasycystyczna) oraz neogotycka z końca XIX wieku.